# Алексей Мандрикин
Алексей Григориевич Мандрикин (на руски: Алексей Григорьевич Мандрыкин) е руски офицер, генерал-лейтенант. Участник в Руско-турската война (1877 – 1878).

## Биография
Алексей Мандрикин е роден на 12 февруари 1837 г. в станица Новочеркаска, Област на Донската войска, в семейството на потомствен дворянин. Завършва Новочеркаската класическа гимназия и се ориентира към военното поприще според казашката традиция. Постъпва на военна служба в 51-ви Донски казашки полк (1854)
Участва в Кавказката война (1854 – 1867). Награден е с войнишки Георгиевски кръст IV степен, III степен и II степен (1856, 1857, 1863). Произведен е в първо офицерско звание хорунжий (1863).
Служи последователно като командир на сотня, ескадрон и дивизион в 22-ри, 72-ри, 1-ви, 51-ви, 64-ти Донски казашки полк и Лейбгвардейския казашки полк (1856 – 1877). Повишен е във военно звание полковник от 13 април 1875 г.
Участва в Руско-турската война (1877 – 1878). Проявява се при превземането на Ловеч на 5 юли 1877 г. Бие се храбро до края на войната като командир на 21-ви Донски казашки полк. Награден е с орден „Свети Станислав“ II степен с мечове, орден „Света Ана“ II степен с мечове и златно оръжие „За храброст“ (1878, 1879).
След войната продължава военната си служба като командир на 21-ви Донски казашки полк, 9-и Донски казашки полк и 2-ра бригада на 3-та кавалерийска дивизия (1879 – 1890). Повишен е във военно звание генерал-майор от 7 февруари 1890 г. Окръжен атаман на Хоперски и Ростовски окръзи на Донската войска (1891 – 1902). Излиза в оставка с повишение във военно звание генерал-лейтенант от 30 ноември 1902 г.
Умира на 17 октомври 1913 г. в Курск.